# کوچانی (صربستان)
کوچانی (به صربی: Kućani) یک منطقهٔ مسکونی در صربستان است که در نووا واروش واقع شده‌است.